# Datura (gruppo musicale)
I Datura sono un gruppo musicale italiano dance nato nel 1991.
Il gruppo comprendeva in origine due DJ, Ricci e Cirillo, e due musicisti, Ciro Pagano (ex chitarrista dei Gaznevada) e Stefano Mazzavillani (già arrangiatore di alcuni brani di Patty Pravo, Ivan Cattaneo e dei Righeira); occasionalmente saranno poi ospiti diversi cantanti.

## Origine del nome
Il nome del gruppo deriva dalla Datura, un genere di piante medicinali che, nel Messico del Nord, sono utilizzate dagli stregoni Yaqui durante alcuni rituali mistici allo scopo di avvicinarsi alla conoscenza.
I membri del gruppo, da sempre affascinati dalla spiritualità mistica, tanto da renderla elemento ricorrente all'interno dei loro brani, vennero a conoscenza di tale pianta attraverso le letture di Carlos Castaneda e dei fumetti di Tex Willer.

## Storia
Il progetto Datura nasce al Coco Studio di Bologna nella primavera del 1991. A ottobre dello stesso anno il gruppo pubblica, con la Irma Records, sulla propria etichetta Trance Records, il singolo d'esordio Nu Style, in cui la voce di uno stregone preannuncia la musica mistica dei Datura; il brano ottiene molti consensi entrando in tutte le classifiche specializzate.
Il successo del grande pubblico arriva invece nel tardo 1992 con il brano Yerba del Diablo, inciso già l'anno precedente, con cui la band ottiene il primo disco d'oro con oltre 100 000 copie vendute.
Sull'onda di tale successo i Datura iniziano un tour nelle principali discoteche italiane, allestendo scenografie ricche di simbologie e ampi richiami al misticismo, inclusa la simulazione di una sorta di rito di iniziazione con l'uso di incensi e pitture. In questo periodo il gruppo affida le parti vocali alla cantante Amparo Fidalgo che, parlando in spagnolo, caratterizza molti successi del gruppo con semplici messaggi introduttivi.
Nel 1993 esce il singolo Devotion, che si piazza tra i primi dieci nelle classifiche italiane di vendita e segna l'inizio di una fortunata collaborazione con Billie Ray Martin, ex cantante degli Electribe 101. Lo stesso anno viene pubblicato l'album Eternity, che oltre al già citato Devotion, include altri brani di successo quali Passion e Mystic Motion (questo estratto e lanciato come singolo nel 1996 in versione house): su tutti, la title track, autentico tormentone della stagione invernale 1993-94.
All’inizio del 1994 il gruppo propone una versione dance di Fade to Grey dei Visage, con la collaborazione del cantante originale del brano Steve Strange; sullo stesso vinile viene pubblicato come lato B il brano El Sueño divenuto ben presto un vero tormentone nelle discoteche e un coro negli stadi. Lo stesso anno viene pubblicato The 7th Hallucination, mentre il gruppo viene premiato come miglior gruppo dance dell'anno.
Nel 1995 i Datura lasciano la loro vecchia etichetta discografica per approdare alla Time Records; viene pubblicato Infinity, frutto della collaborazione con un altro gruppo dance, gli U.s.u.r.a., e successivamente il singolo Angeli Domini, cantato in latino da un coro con chiari richiami ai canti gregoriani.
Agli inizi del 1996 viene lanciato come singolo Mystic Motion cantato da Billie Ray Martin, che si distingue dalle altre produzioni del gruppo per la sonorità essenzialmente house. Sempre sul filo dei richiami mistico-religiosi, nel 1996 il gruppo prende ispirazione dalle spiritualità buddista per il singolo Mantra, quella vudù per il brano Voo-Doo Believe?, in collaborazione con il cantante dei Double Dee, Danny Losito. Quest'ultima produzione entrerà anche nelle classifiche dance americane.
Il successo continua ad arrivare nel 1997 The Sign e nel 1998 con I Will Pray.
Nel 1999 viene pubblicato il singolo I Love to dance, cantata da Ben Volpeliere Pierrot, ex cantante dei Curiosity Killed the Cat.
Nel 2001 viene pubblicata, su etichetta Saifam, Yerba del Diablo Part III in collaborazione con DJ Gius.
Nel 2002 i Datura tornano sulle scene con l'uscita del singolo Will Be One e, nel 2004, vede la luce il brano Summer of Energy, in collaborazione con Gigi D'Agostino.
Nel 2004 partecipano alla nuova edizione del disco di Jerry Mantron con il loro remix di Supersonic Band che viene pubblicato anche come singolo in tre diverse versioni.
Successivamente si dedicano dapprima al remix di loro pezzi storici e, alla fine del 2006, lanciano un loro nuovo progetto, Pezzi da 90, volto alla riscoperta e alla rivalorizzazione del sound dance degli anni novanta; nell'ambito di tale progetto curano la realizzazione di una compilation con tutte le hit dance del periodo e portano, per la prima volta in discoteca, una serie di serate a tema anni '90; infine conducono un programma televisivo sulla rete satellitare Enjoy Television, dedicato appunto alla dance anni novanta.
Nel 2012 i Datura collaborano con il gruppo rap milanese Club Dogo per la realizzazione del brano Erba del diavolo. In un'intervista a Radio Deejay per il lancio del disco, i Club Dogo raccontano di come la collaborazione sia nata per caso durante un incontro in discoteca dove i Datura stavano eseguendo un live.
Nel 2023, viene pubblicato il brano Destination Infinity, prodotto da Gabry Ponte e ispirato a Infinity, loro brano del 1995.
Nel 2024 producono il remix di Discoteche abbandonate, un brano di Max Pezzali.

## Formazione attuale
- Ciro Pagano - chitarra, seconda voce
- Stefano Mazzavillani - tastiere

### Ex membri
- Ricci DJ
- DJ Cirillo

## Principali collaborazioni
- Billie Ray Martin
- Steve Strange (Visage)
- U.s.u.r.a.
- Danny Losito (Double Dee)
- Ben Volpeliere Pierrot (Curiosity Killed the Cat)
- Gigi D'Agostino
- 883 (remix)[1]
- Club Dogo[2]
- Two Fingerz
- Gabry Ponte
- Max Pezzali

## Discografia

### Album
- 1993 - Eternity
- 1998 - Greatest Hits

### Singoli
- 1991 Nu Style
- 1992 - Yerba del Diablo
- 1993 - Devotion
- 1993 - Eternity
- 1994 - Fade to Grey
- 1994 - The 7th Hallucination
- 1994 - Live Remixes (7th Hallucination/El Sueño)
- 1995 - Infinity
- 1995 - Angeli Domini
- 1995 - Mystic Motion '95
- 1996 - Mantra
- 1996 - Voo-Doo Believe?
- 1996 - From Here to Eternity
- 1997 - The Sign
- 1997 - Passion '97
- 1998 - I Will Pray
- 1999 - I Love to Dance
- 2001 - Yerba del Diablo Part III
- 2002 - Will Be One
- 2002 - El Sueño 2002
- 2004 - Summer of Energy
- 2005 - Nu Style Remixes
- 2005 - Infinity Remixes
- 2006 - Fade to Grey (vs. Cristian Marchi)
- 2023 - Destination Infinity (vs. Gabry Ponte)

### Remix
- 1991 – The End - Rebel Song?
- 1993 – Control Unit - Atchoo!!!
- 1993 – Molella - Confusion
- 1993 – Ivana Spagna - Why Me
- 1994 – C.S.I. - A tratti
- 1994 – Fiorello - Il cielo
- 1994 – Moratto - La Pastilla del Fuego
- 1994 – Freddie Mercury - Love Kills (unreleased)
- 1994 – 883 - Nord sud ovest est
- 1995 – Scooter - Endless Summer
- 1996 – Ligabue - Vivo, morto o X (unreleased)
- 1997 – Franco Ricciardi - Cuore nero
- 1999 – Skiantos - Il sesso è peccato... farlo male
- 2001 – Irene Grandi - Per fare l'amore (unreleased)
- 2001 – Irene Grandi - Sconvolto così (unreleased)
- 2002 – Altera - Sera di Pasqua
- 2003 – Unabomber - 6 Etero o 6 gay?
- 2004 – Jerry Mantron - Supersonic Band
- 2004 – Markonee- I Lie to You (unreleased)
- 2005 – Sweet Feet Music - I Was Made for Lovin' You
- 2006 – Prez - Le bambine fanno Ahh
- 2006 – New Killer Stars - Piccole cose che
- 2007 – Stefy NRG - It's a Fable
- 2010 – Molella vs. Deal - Shine
- 2010 – The Three Caballeros - Carnaval De Paris
- 2024 – Max Pezzali - Discoteche abbandonate